# 莱皮讷
莱皮讷（法語：L'Épine，法語發音：[lepin]）是法国旺代省的一个市镇，位于该省西部的努瓦尔穆捷岛，属于莱萨布勒多洛讷区。

## 地理
莱皮讷（46°58'42"N, 2°16'6"W）面积8.95 平方千米，位于法国卢瓦尔河地区大区旺代省，该省份为法国西部沿海省份，北起大西洋卢瓦尔省和曼恩-卢瓦尔省，西临大西洋，南至滨海夏朗德省，东部及东南部与德塞夫勒省接壤。
与莱皮讷接壤的市镇（或旧市镇、城区）包括：拉盖里尼耶尔、努瓦尔穆捷昂利勒。
莱皮讷的时区为UTC+01:00、UTC+02:00（夏令时）。

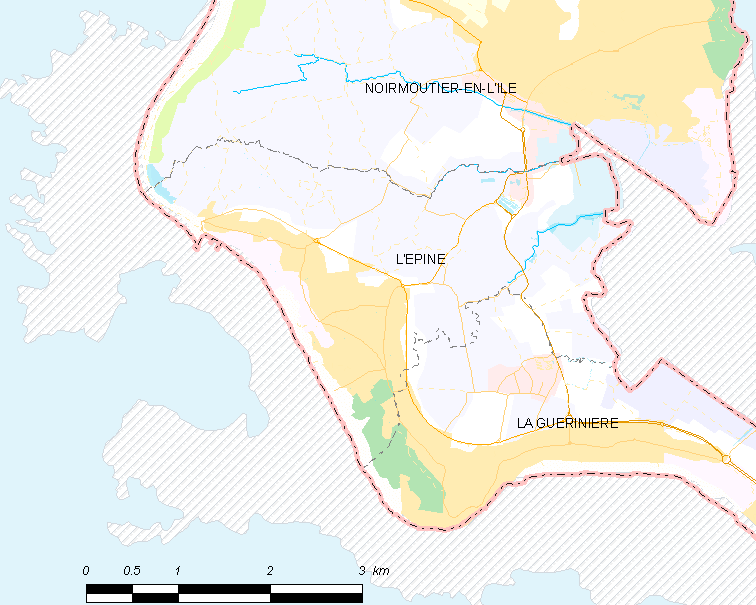
莱皮讷的OSM定位图

## 行政
莱皮讷的邮政编码为85740，INSEE市镇编码为85083。

## 政治
莱皮讷所属的省级选区为圣让德蒙县。

## 人口

1962-2008年间莱皮讷人口变化图示

莱皮讷于2022年1月1日时的人口数量为1643人。